# 格奥尔基·约尔丹诺夫
格奥尔基·约尔丹诺夫·莫切维夫（英語：Georgi Yordanov Momchev，1934年5月29日—），是保加利亚共产党中央政治局候补委员、保共索非亚市委第一书记、文化、科学和教育部长。